# Autenticidad patrimonial
Dentro del campo de estudios de la Museología, la Autenticidad patrimonial es una evaluación basada en el Documento de Nara en Autenticidad, que tiene como fin la confirmación del valor de un bien de carácter cultural. Esta evaluación también determinará la relevancia de la conservación, protección y salvaguarda de dicho bien en un pueblo, una región o en la humanidad. La realización de esta evaluación tendrá en cuenta diferentes valores culturales y socioeconómicas que darán justificaciones para la salvaguardia o abandono de un bien cultural.
Para considerar a un bien patrimonial como auténtico, se deben tener en cuenta aspectos como la originalidad de los materiales con los que fue construido, la historia del objeto de estudio, la manera en que ha envejecido y cambiado con el tiempo. En un monumento o sitio geográfico considerado como obra de arte, por ejemplo, se deben tener en cuenta, entre otras cosas, el proceso creativo, estético y poético que lo produjo como objeto genuino del contexto histórico, social o político de la época que incluiría además el paso genuino del tiempo, por esta razón, una réplica o un objeto idéntico carece de este valor de autenticidad. Así pues, hay que considerar cuatro aspectos fundamentales que determinan la autenticidad: la autenticidad del diseño, autenticidad de los materiales, autenticidad de la arquitectura y autenticidad del entorno. Sin embargo, a pesar de que el objeto de la evaluación contenga en sí mismo dicho valores, la evaluación también tiene en cuenta los valores sociales, culturales, políticos e históricos del lugar o de la población en la que se encuentra dicho bien, así pues, hay valores que se encuentran externamente a bien y que determinan su relevancia.

## Valores
Los valores considerados varían según el espacio geográfico o temporal en el que los bienes patrimoniales estén insertos. Estos valores fluctúan entre los culturales y los socioeconómicos se asocian con los bienes patrimoniales, si los valores se consideran significativos, darán una justificación para la protección y conservación de este bien patrimonial. Sin embargo, la ausencia de dichas valores o justificaciones podrían llevar al abandono o destrucción a dicho bien material, así pues, valores nacionalistas o políticas que varían con el tiempo, pueden justificar la protección de un bien en un espacio temporal determinado y relegar dicha valoración posteriormente.
El Centro Internacional de Estudios para la Conservación y la Restauración de los Bienes Culturales (ICCROM) hace una clasificación de los valores para la identificación de un bien patrimonial. Así pues, estos valores pueden tener impactos positivos y negativos sobre el bien cultural, por lo tanto, el conjunto de estos valores debe ser considerado como una estructura útil y una referencia dentro de una evaluación detallada que determine la autenticidad del bien. 

### Valores culturales
Estos valores son considerados los más relevantes[cita requerida]. Se caracterizan por tener un carácter subjetivo. las evaluaciones que se hagan desde estos valores determinan el interés general del bien y su entorno, la interpretación de su carácter cultural intrínseco y el desarrollo de políticas de intervención. Si hay un reconocimiento que destaque una relevancia universal del bien, debe definirse sobre el aspecto y esencia histórica, es decir, en su potencial arqueológico.

#### Valores de identidad
Son aquellos que relacionan los lazos emocionales de determinada sociedad hacia el objeto evaluado que incluye características como: edad, tradición, continuidad, conmemoración, leyenda, sentimentales, espirituales, religiosos, simbólicos, patrióticos o nacionalistas. Ya que estos elementos que pertenecen al bien y se perciben emocionalmente, tienen un fuerte impacto y relevancia de salvaguarda, conservación y restauración.

#### Valor artístico o técnico
Este aspecto que se evalúa y se fundamenta se basa en conceptos científicos e histórico-críticas que se centran en la importancia del diseño del bien y la relevancia de su concepto o manufactura. Este valor es producto de la investigación de profesionales que otorgan a dicho bien la base para una clasificación y catalogación, además de brindar una estrategia para una intervención.

#### Valor educativo
Es aquel aspecto de carácter educativo que potencia y fomenta la importancia acerca de la cultura y la historia de un bien determinado, enfatiza la defensa y el cuidado arqueológico que no se renueva.

#### Valor social
Se asocia a los valores tradicionales , fuertemente ligado al valor de la identidad llevando dichos parámetros a aspectos sociales y culturales; la interacción entre determinada población y su bien, genera la preocupación por el entorno local, motivando el mantenimiento y la reparación del bien, suscitando el interés popular.

#### Valor político
Esta valoración es otro producto entre las relaciones que se establecen entre el bien cultural y el contexto o los intereses socio-históricos de cada región o país. Si se determina que un bien tienes determinadas características relevantes de aspecto político, puede ayudar a recaudar fondos y atraer la atención del público; una acción política en una dirección desacertada puede llevar a la destrucción dicho bien. 

#### Valor de originalidad
Es un aspecto que se basa en estadísticas, se compara al bien con otros de su mismo tipo, estética, periodo, región o combinación de estos elementos. Esta evaluación refuerza la relevancia de las cualidades que posee el bien además de fortalecer su inscripción como Patrimonio Cultural.

### Valores económicos
Enmarcado en la generación de recursos que provienen de fuentes de ingresos que se generan a través del turismo, el comercio, el uso o las atracciones, estos deben ser correctamente manipulados o el bien corre el riesgo de ser destruido. La conservación del bien deberá depender de una evaluación de costo/beneficio que dependerá de la comunidad en el que está inserta el bien.

#### Valor funcional
Relacionado directamente con el valor económico, la función original y objetivo del bien, reforzando así su significado, lo cual es algo que no puede darse de tal o cual manera por manifestaciones de interpretación. El uso adecuado de este bien favorece su conservación, por otro lado, una errónea adaptación suele causar la degradación del mismo.

## Protección
La protección se entiende como las acciones que proveen las condiciones para que un monumento, área o sitio histórico perduren, sin embargo, también se concibe como la salvaguardia física de sitios históricos para asegurar su integridad contra robo, vandalismo, fenómenos naturales, intrusiones visuales entre otros.  Las protecciones que se basan en las legislaciones y normas de planeamiento aspiran a garantizar la defensa contra cualquier elemento dañino, provee alternativas y guías para tomar acciones apropiadas e impone sanciones. La protección física garantiza también la adición de techos, coberturas y traslado de objetos que estén en estado de vulnerabilidad.

## Restauración
Este concepto acepta varias definiciones, comúnmente se entiende a la restauración como la devolución a un objeto su apariencia o forma perdida, este término a menudo conocido y relacionado dentro de los estudios museológicos como periodo de restauración. En otros casos, el término restauración se consideraba un procedimiento destructivo o negativo y en otros casos se entiende como la conservación de los sitios culturales. No obstante, La carta a Venecia brinda una definición específica tal como lo indica el Artículo 9-13, donde se especifica que la restauración no busca solamente conservar la integridad del bien cultural, también revela su valor cultural y mejora la legibilidad de su diseño. Esta operación debe ser direccionada con base en estudios e investigaciones de carácter crítico-históricos, todo esto con la disposición de materiales existentes, así pues, se aleja de la definición tradicional que sólo tiene como meta de simplemente devolver a un estado anterior el bien.
Teniendo en cuenta lo anterior, hay que tener en cuenta que durante los últimos dos siglos, el concepto y los procesos de restauración han ido cambiando y evolucionando, todo esto enfocado hacia la cercanía al manejo y un tratamiento de los bienes de manera coherente cuando se trata de la restauración de monumentos o colecciones. Sin embargo, en otros tipos de bienes culturales como sitios históricos o paisajes, este concepto de restauración es más complejo, así pues, las investigaciones en las cuales se basan dichas restauraciones deben tener en cuenta aspectos como metodologías que son originadas a partir de la cooperación técnica interdisciplinar y el intercambio de experiencias. Los tratamientos de restauración involucran inevitablemente la pérdida de alguno de los valores culturales que dicha restauración busca evidenciar, no obstante, esta pérdida se justifica para preservar la integridad esencial de las propiedades culturales para futuras generaciones, por esto se generan diferentes estrategias que siguen los siguientes principios:
- Asegurar un principio de reversibilidad
- Usar materiales reversibles, siempre y cuando la técnica lo permita.
- Procurar no afectar futuras intervenciones.
- No impedir la posibilidad de un acceso posterior a las evidencias del objeto.

Así pues, la restauración se podrá conservar si:
1. Dicha restauración permite la conservación de la mayoría del material histórico existente en el bien.
2. Asegura la armonía con los diseños originales (Aspectos como el color, tono, forma, textura y escala).
3. Impiden adiciones que dominen sobre los tejidos originales y se respete su potencial arqueológico.
4. Cumple con la prueba de autenticidad en cuanto a diseño, material, factura o implantación en el caso de paisajes culturales, sus características y componentes distintivos.

Como se había señalado anteriormente, la prioridad de la restauración, es establecer el valor cultural del bien patrimonial. Todos los tratamientos (Incluyendo por ejemplo los de protección, consolidación o restauración.) deben garantizar la autenticidad del sitio cultural, prolongando así la duración de su integridad y preparándolo para su interpretación.

## Consolidación
La consolidación consiste en la adición o aplicación de material de soporte a la estructura a la cual se quiere instalar del objeto patrimonial, esto con el fin de conseguir una continua durabilidad o integridad de carácter arquitectónico. La consolidación debe tener en cuenta el principio de reversibilidad, además de tener claramente los tratamientos para evitar impactos negativos que pueda implicar dicha instalación.

## Reconstrucción
Tal como sugiere su nombre, se trata de construir nuevamente elementos desmembrados o destruidos parcialmente, dichas reconstrucciones aceptan el empleo de materiales modernos, antiguos o una combinación de ambos. Dicha reconstrucción se debe basar en investigaciones detalladas desde las disciplinas de la arquitectura y la arqueología.
Algunos casos en los cuales se justifica una reconstrucción son aquellas afectaciones al bien originadas en guerras, fenómenos naturales o la reubicación del patrimonio cuando se pone en riesgo en situaciones como inundación o polución; teniendo esto en cuenta, el traslado de este bien material no se permite a menos que dicho traslado sea debidamente justificado por intereses nacionales e internacionales de suma relevancia, dichas justificaciones se pueden encontrar en La carta de Venecia (1963).